# Labowa
Gmina Łabowa es una gmina rural (distrito administrativo) en el condado de Nowy Sącz, Voivodato de Pequeña Polonia, en el sur de Polonia. Su asiento es el pueblo de Łabowa, que se encuentra a unos 16 kilómetros al sureste de Nowy Sącz y a 89 kilómetros al sureste de la capital regional Cracovia.
La gmina cubre un área de 119,12 kilómetros cuadrados (46,0 mi²), y a partir de 2006 su población total es de 5172 habitantes.

## Pueblos
Gmina Łabowa contiene los pueblos y asentamientos de Barnowiec, Czaczów, Kamianna, Kotów, Krzyżówka, Łabowa, Łabowiec, Łosie, Maciejowa, Nowa Wieś, Roztoka Wielka, Składziste y Uhryń.

## Gminas vecinas
Gmina Łabowa limita con las gminas de Grybów, Kamionka Wielka, Krynica-Zdrój, Muszyna, Nawojowa y Piwniczna-Zdrój.